# Elsasser
Elsasser, ook gekend als Elsaesser (Elsässer) of Alsace (USDA 21170), is een hopvariëteit, gebruikt voor het brouwen van bier. Deze Franse hopvariëteit wordt in beperkte hoeveelheden geteeld in de regio Elzas en komt waarschijnlijk voort uit een oud ras uit de streek. Deze hop is sterk verwant met Precoce de Bourgogne en Tardif de Bourgogne, twee andere hopvariëteiten uit de regio.
Deze hopvariëteit is een “aromahop”, bij het bierbrouwen voornamelijk gebruik voor zijn aromatische eigenschappen.

## Kenmerken
- Alfazuur: ca. 3 – 5%
- Bètazuur: ca. 3 – 5%
- Eigenschappen: